# 大瓣毛茛
大瓣毛茛（学名：Ranunculus platypetalus）为毛茛科毛茛属下的一个种。

## 扩展阅读
- 維基物種上的相關：大瓣毛茛